# Переробний чавун

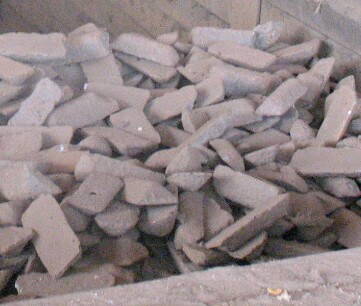
Болванки сирого заліза

Переро́бний чаву́н, або сире залізо (англ. pig / crude iron) — чавун, який переробляють на сталь у сталеплавильних агрегатах.

## Опис
Переробний чавун — напівпродукт у двоступеневому процесі отримання сталі на металургійних заводах. Процес складається з отримання чавуну з руди у доменній печі і подальшої його переробки на сталь. 
Понад 90 % всього чавуну, що виплавляється у світі, є переробним чавуном. Від інших видів чавуну, отримуваних у доменних печах, переробний чавун відрізняється низьким вмістом кремнію Si (не більше від 1,2 %) і марганцю Mn (не більше від 2 %). Вміст сірки може сягати 0,050 %, фосфору Р — від 0,08 до 2 % (фосфористі переробні чавуни). Високоякісний переробний чавун характеризується низьким вмістом сірки і фосфору — не більше як 0,010–0,020 % сірки і не більше як 0,02–0,04 % фосфору.
За способом переробки чавуну на сталь переробний чавун розділяється на мартенівський чавун, бесемерівський чавун, томасівський чавун.
Після отримання у доменній печі чавун зливають у чавуновозні ковші і транспортують у рідкому стані або до сталеплавильного (мартенівського, киснево-конверторного, електросталеплавильного) цеху, де переробляють на сталь, або до розливних машин, де його розливають у форми і отримують бабкови́й (чушковий) чавун, який можна зберігати у твердому стані та переправляти на інші заводи або на експорт залізничним або автомобільним транспортом.
Грубі стовпики з сирого заліза називають гусками, коли вони малі, або болванками, коли вони більші.